# Brongniartia
Brongniartia är ett släkte av ärtväxter. Brongniartia ingår i familjen ärtväxter.

## Bildgalleri

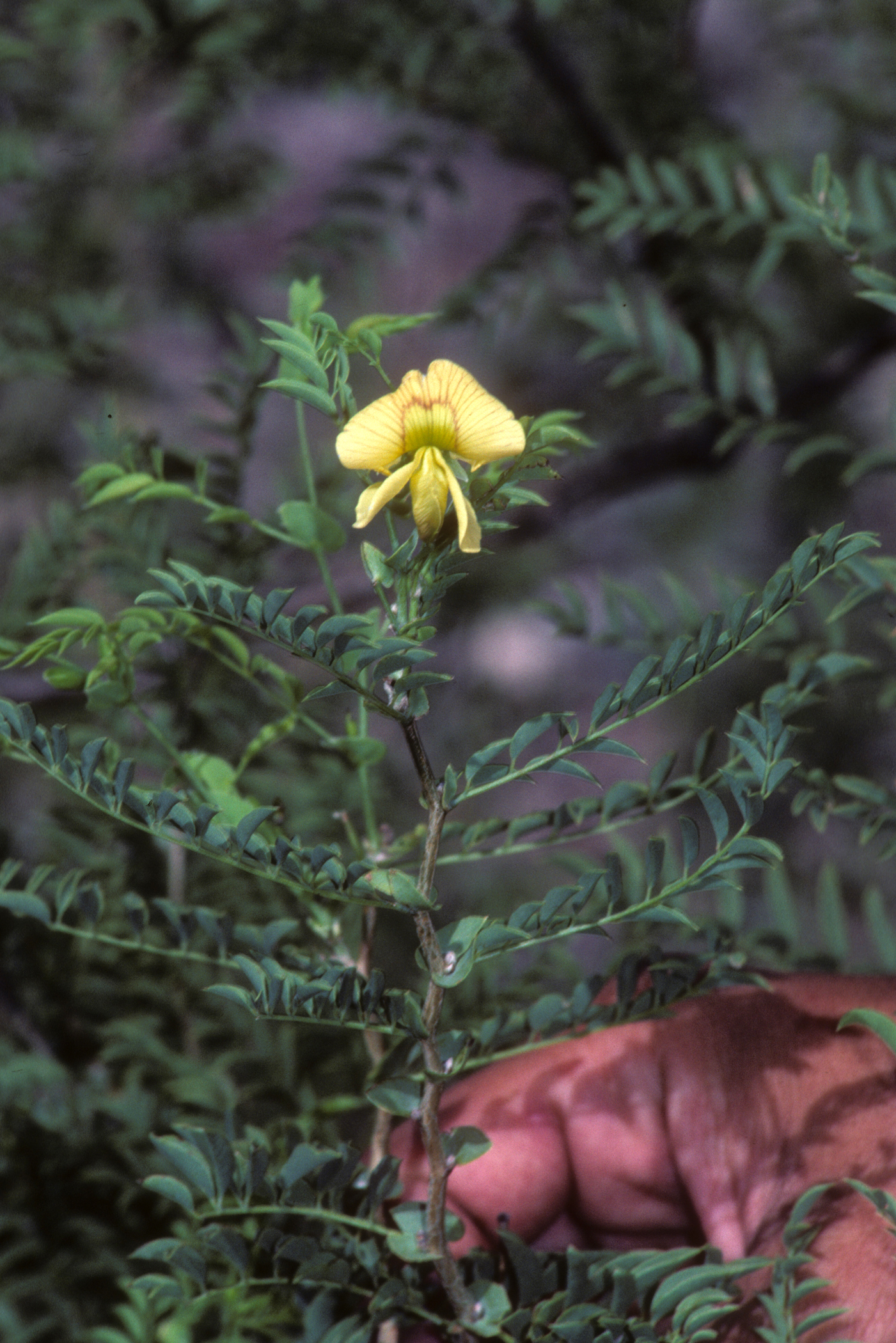

## Dottertaxa tillBrongniartia, i alfabetisk ordning[1]
- Brongniartia abbottiae
- Brongniartia alamosana
- Brongniartia argentea
- Brongniartia argyrophylla
- Brongniartia caeciliae
- Brongniartia canescens
- Brongniartia cordata
- Brongniartia cuneata
- Brongniartia diffusa
- Brongniartia discolor
- Brongniartia foliolosa
- Brongniartia funiculata
- Brongniartia glabrata
- Brongniartia goldmanii
- Brongniartia guerrerensis
- Brongniartia hirsuta
- Brongniartia imitator
- Brongniartia inconstans
- Brongniartia intermedia
- Brongniartia luisana
- Brongniartia lunata
- Brongniartia lupinoides
- Brongniartia magnibracteata
- Brongniartia minima
- Brongniartia minutifolia
- Brongniartia mollicula
- Brongniartia mollis
- Brongniartia mortonii
- Brongniartia norrisii
- Brongniartia nudiflora
- Brongniartia oligosperma
- Brongniartia pacifica
- Brongniartia paniculata
- Brongniartia parvifolia
- Brongniartia pauciflora
- Brongniartia peninsularis
- Brongniartia podalyrioides
- Brongniartia pringlei
- Brongniartia proteranthera
- Brongniartia revoluta
- Brongniartia robinioides
- Brongniartia rozynskii
- Brongniartia seleri
- Brongniartia sericea
- Brongniartia shrevei
- Brongniartia sousae
- Brongniartia suberea
- Brongniartia tenuifolia
- Brongniartia trifoliata
- Brongniartia ulbrichiana
- Brongniartia vazquezii
- Brongniartia vicioides